# ルベン・ラジョス・セルナ
ルベン・ラジョス・セルナ（Rubén Rayos Serna, 1986年6月21日 - ）は、スペイン・バレンシア州エルチェ出身のサッカー選手。アノルトシス・ファマグスタ所属。ポジションはMF。登録名はラージョ(Rayo)。

## 経歴
エルチェで生まれ、地元のクラブであるエルチェCFでサッカー選手として歩み出す。その後、多くのクラブを転々とするも定着することができず、2008年からはFCバルセロナBに所属している。本来は左ウイングもしくは左サイドハーフでのプレーを主にしているが、バルセロナB移籍後は右サイドでの起用が増えている。また、2008-2009シーズンにおいてはベンチ登録を外れることも多かった。
アステラス・トリポリスFC在籍時の2012-13シーズンにはギリシャ・スーパーリーグの年間最優秀選手に選出された。2015年7月8日、イスラエル・プレミアリーグのマッカビ・ハイファFCからリーグ・ドゥのFCソショーに移籍した。

## 所属クラブ
- エルチェCF B 2005-2006
- エルチェCF 2005-2008
  -  ビヤホヨサCF 2007-2008(on loan)
- FCバルセロナB 2008-2009
- オリウエラCF 2009-2010
- UEリェイダ 2010-2011
- アステラス・トリポリスFC 2011-2013
- マッカビ・ハイファFC 2013-2015
- FCソショー 2015-2016
- アノルトシス・ファマグスタ 2016-

## タイトル
- ギリシャ・スーパーリーグ年間最優秀選手 : 2012-13